# Zsen Hang
Zsen Hang (Ren Hang) (egyszerűsített kínai írással: 任航; Senjang (Shenyang), 1989. február 23. –) kínai labdarúgó, az élvonalbeli Vuhan Three Towns hátvédje.

## Pályafutása

### Klubcsapatokban
2007-ben kezdte felnőtt labdarúgó pályafutását a Changsha Ginde csapatában, ahol 2007. október 4-én debütált a klub színeiben a Sanghaj Senhua elleni 2–0-s vereség alkalmával. A következő szezonra már a csapat fontos tagjává nőtte ki magát, összesen 24 mérkőzésen lépett pályára, és a 2008-as szezon végén a középmezőnyben végzett csapatával a bajnokságban. Továbbra is rendszeres tagja volt a csapat védelmének egészen a 2010-es szezonig, amikor a klub rossz formába került, és Zsen kikerült a kezdőcsapatból. Az idény végén csapatával búcsúztak az első osztálytól.
A 2011-es szezon kezdete előtt engedélyt kapott, hogy elhagyja a klubot, és a kínai élvonalbeli Csiangszu Szuninghoz igazoljon. 2011. április 3-án debütált a klub színeiben a Beijing Guoan elleni 2–0-s vereség alkalmával. Sokoldalúságának köszönhetően képes volt balhátvédként is játszani a védelemben, a csapat egyik kulcsfontosságú játékosává vált. A klub a 2011-es szezon végén története legjobb helyezését (4.) érte el a bajnokságban. Ezután megkapta a csapatkapitányi karszalagot, és csapatát 2015-ben a kínai FA-kupa döntőjéig vezette, amelyet meg is nyertek.
2016 júniusában a Csiangszu Szuning tartalékcsapatába száműzték egy szerződési vita miatt a klubbal. 2016. szeptember 16-án felbontotta szerződését a Csiangszuval, és a szintén Kínai Szuperligában szereplő Hopej China Fortune csapatához igazolt, azonban a 2017-es szezon kezdetéig nem léphetett pályára. 2017. március 5-én debütált a klub színeiben a Henan Jianye elleni 0–0-s döntetlen alkalmával.
2021. április 11-én kölcsönbe került a kínai másodosztályú Vuhan Three Towns csapatához a 2021-es idényre. A lépés végül nagy sikernek bizonyult, Zsen a csapat fontos tagjává vált, és bajnoki címhez segítette a klubot amely története során először jutott fel az első osztályba. Az ezt követő idényben a Vuhan Three Towns végleg leigazolta, és a klub történetében először megnyerte a kínai első osztályt a 2022-es szezonban.

### A válogatottban
2014. június 18-án debütált a kínai válogatottban az Észak-Macedónia ellen 2–0-ra megnyert mérkőzésen. Ezt követően bekerült Kínának a 2015-ös Ázsia-kupa keretébe, és három mérkőzésen pályára is lépett a tornán, végül Kína a negyeddöntőben kiesett Ausztrália ellen. Első válogatottbeli gólját 2017. június 7-én szerezte a Fülöp-szigetek elleni 8–1-es győzelem alkalmával.

## Statisztika

### Klubcsapatokban
2024. április 3-i állapot szerint.
| Klub                           | Szezon           | Bajnokság          | Bajnokság | Bajnokság | Kupa  | Kupa  | Nemzetközi | Nemzetközi | Egyéb | Egyéb | Összes | Összes |
| Klub                           | Szezon           | Liga               | Mérk.     | Gólok     | Mérk. | Gólok | Mérk.      | Gólok      | Mérk. | Gólok | Mérk.  | Gólok  |
| ------------------------------ | ---------------- | ------------------ | --------- | --------- | ----- | ----- | ---------- | ---------- | ----- | ----- | ------ | ------ |
| Changsha Ginde                 | 2007             | Kínai Szuperliga   | 3         | 0         | -     | -     | -          | -          | -     | -     | 3      | 0      |
| Changsha Ginde                 | 2008             | Kínai Szuperliga   | 24        | 0         | -     | -     | -          | -          | -     | -     | 24     | 0      |
| Changsha Ginde                 | 2009             | Kínai Szuperliga   | 22        | 0         | -     | -     | -          | -          | -     | -     | 22     | 0      |
| Changsha Ginde                 | 2010             | Kínai Szuperliga   | 10        | 0         | -     | -     | -          | -          | -     | -     | 10     | 0      |
| Changsha Ginde                 | Összesen         | Összesen           | 58        | 0         | 0     | 0     | 0          | 0          | 0     | 0     | 58     | 0      |
| Csiangszu Szuning              | 2011             | Kínai Szuperliga   | 28        | 1         | 0     | 0     | -          | -          | -     | -     | 28     | 1      |
| Csiangszu Szuning              | 2012             | Kínai Szuperliga   | 30        | 1         | 1     | 0     | -          | -          | -     | -     | 31     | 1      |
| Csiangszu Szuning              | 2013             | Kínai Szuperliga   | 20        | 0         | 2     | 0     | 6          | 0          | 1     | 0     | 29     | 0      |
| Csiangszu Szuning              | 2014             | Kínai Szuperliga   | 25        | 1         | 7     | 0     | -          | -          | -     | -     | 32     | 1      |
| Csiangszu Szuning              | 2015             | Kínai Szuperliga   | 26        | 2         | 6     | 1     | -          | -          | -     | -     | 32     | 3      |
| Csiangszu Szuning              | 2016             | Kínai Szuperliga   | 12        | 3         | 1     | 0     | 6          | 0          | 1     | 0     | 20     | 3      |
| Csiangszu Szuning              | Összesen         | Összesen           | 141       | 8         | 17    | 1     | 12         | 0          | 2     | 0     | 172    | 9      |
| Hopej China Fortune            | 2017             | Kínai Szuperliga   | 23        | 1         | 0     | 0     | -          | -          | -     | -     | 23     | 1      |
| Hopej China Fortune            | 2018             | Kínai Szuperliga   | 22        | 1         | 2     | 1     | -          | -          | -     | -     | 24     | 2      |
| Hopej China Fortune            | 2019             | Kínai Szuperliga   | 25        | 1         | 0     | 0     | -          | -          | -     | -     | 25     | 1      |
| Hopej China Fortune            | 2020             | Kínai Szuperliga   | 17        | 1         | 0     | 0     | -          | -          | -     | -     | 17     | 1      |
| Hopej China Fortune            | Összesen         | Összesen           | 87        | 4         | 2     | 1     | 0          | 0          | 0     | 0     | 89     | 5      |
| Vuhan Three Towns (kölcsönben) | 2021             | Kínai másodosztály | 30        | 0         | 0     | 0     | -          | -          | -     | -     | 30     | 0      |
| Vuhan Three Towns              | 2022             | Kínai Szuperliga   | 23        | 1         | 0     | 0     | -          | -          | -     | -     | 23     | 1      |
| Karrier összesen               | Karrier összesen | Karrier összesen   | 339       | 13        | 19    | 2     | 12         | 0          | 2     | 0     | 372    | 15     |

Jegyzetek
1. 1 2  Mérkőzése(i) a Kínai Szuperkupában

### A válogatottban
| Kína     | Kína  | Kína  |
| Év       | Mérk. | Gólok |
| -------- | ----- | ----- |
| 2014     | 10    | 0     |
| 2015     | 14    | 0     |
| 2016     | 7     | 0     |
| 2017     | 3     | 1     |
| Összesen | 34    | 1     |

#### Góljai a kínai válogatottban
| #  | Dátum           | Ellenfél       | Eredmény | Kiírás              | Esemény |
| -- | --------------- | -------------- | -------- | ------------------- | ------- |
| 1. | 2017. június 7. | Fülöp-szigetek | 8 – 1    | Barátságos mérkőzés | 4'      |

## Sikerei, díjai
Csiangszu Szuning
- Kínai kupagyőztes: 2015[7]
- Kínai szuperkupa-győztes: 2013[19]

 Vuhan Three Towns
- Kínai bajnok: 2022[14]
- Kínai másodosztály bajnok: 2021[13]
- Kínai szuperkupa-győztes: 2023[20]

## Fordítás
- Ez a szócikk részben vagy egészben  a   Ren Hang (footballer) című angol Wikipédia-szócikk fordításán alapul.  Az eredeti cikk szerkesztőit annak laptörténete sorolja fel. Ez a jelzés csupán a megfogalmazás eredetét és a szerzői jogokat jelzi, nem szolgál a cikkben szereplő információk forrásmegjelöléseként.